# St. Christophorus (Tannenberg)

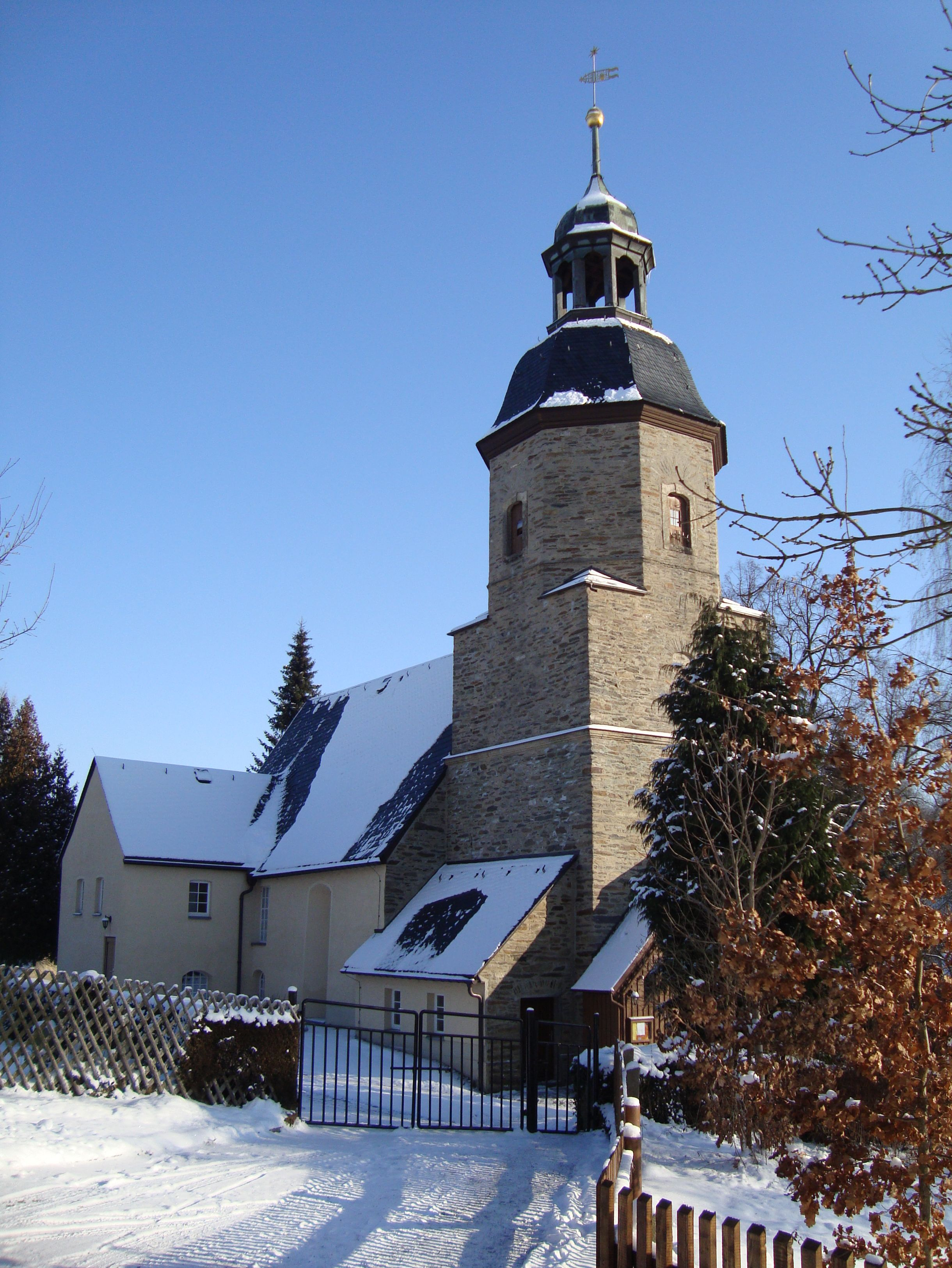
St. Christophorus (Tannenberg)

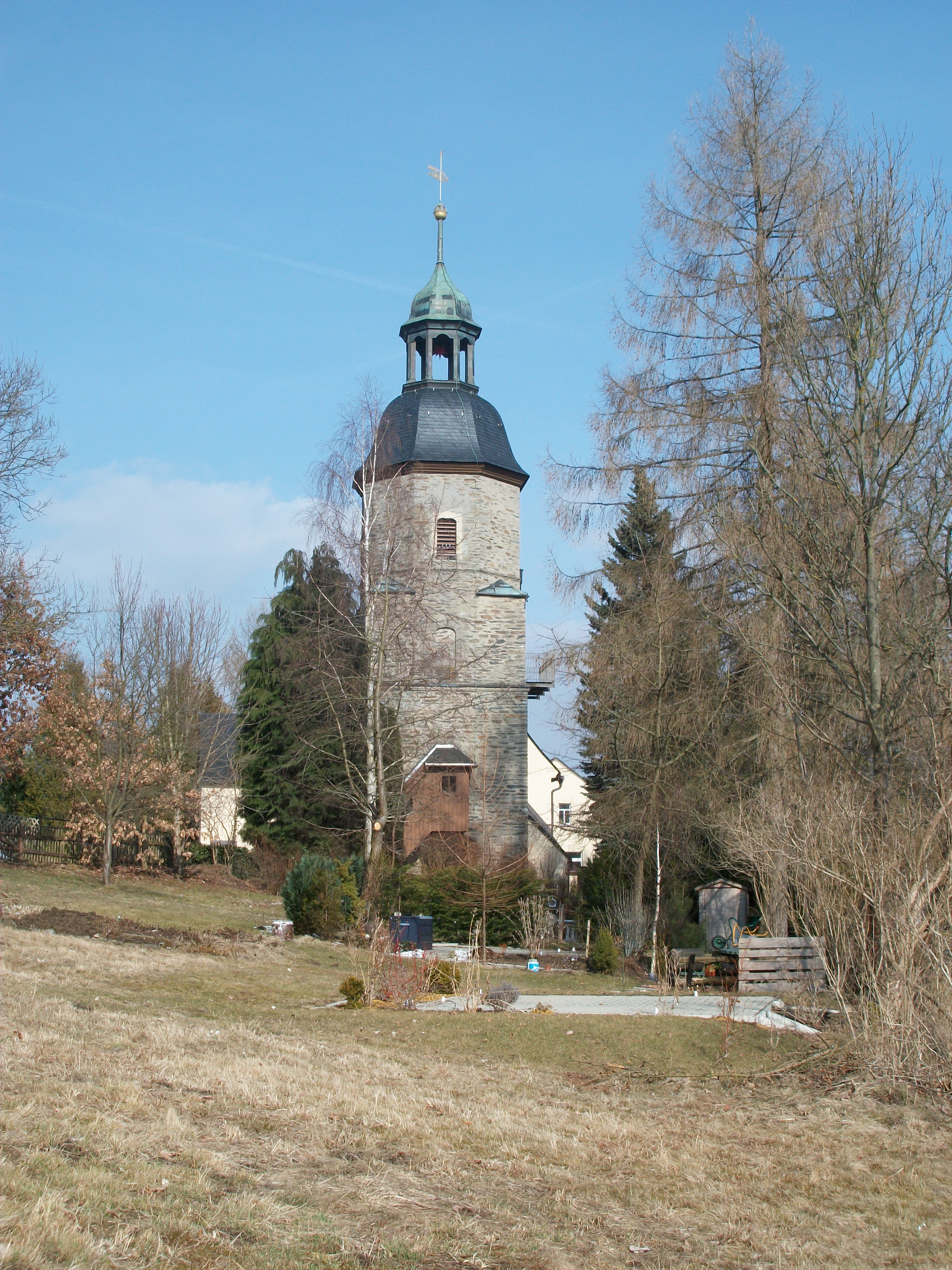
Turm

Die evangelische Dorfkirche St. Christophorus ist eine spätgotische Saalkirche in Tannenberg im Erzgebirgskreis in Sachsen. Sie gehört zur Kirchgemeinde St. Christophorus Tannenberg im Kirchenbezirk Annaberg der Evangelisch-Lutherischen Landeskirche Sachsens und ist durch ihren wertvollen Altar bekannt.

## Geschichte und Architektur
Die spätgotische Saalkirche wurde im ersten Viertel des 16. Jahrhunderts als verputzter Bruchsteinbau mit Dreiachtelschluss und Korbbogenfenstern errichtet. Das Ostfenster ist mit Fischblasenmaßwerk versehen. Im Jahr 1656 wurde eine tonnengewölbte Sakristei auf der Nordseite angebaut, in den Jahren 1736/37 wurde der Dachreiter abgebrochen und ein neuer Westturm errichtet. Der Turm ist über quadratischem Grundriss mit einem achteckigen Aufsatz errichtet und zeigt als Abschluss eine geschweifte Haube mit Laterne. Restaurierungen wurden in den Jahren 1884, 1963–65 und im Innern 1981 vorgenommen. Nach 1999 erfolgten eine Außenrenovierung und eine Neueindeckung des Daches.
Der helle, flachgedeckte Innenraum ist mit eingeschossigen Emporen an drei Seiten versehen. Die Patronatsloge mit Wappen der Gutsherren ist an der Nordseite angeordnet.

## Ausstattung
Der künstlerisch wertvolle spätgotische Flügelaltar wurde nach der Stiftungsinschrift durch den Rittergutsbesitzer Martin Schnee im Jahr 1521 gestiftet und mit Schnitzfiguren im Flachrelief von Christoph Walther I ausgestattet. Die Gemälde zeigen bereits Anklänge an die Frührenaissance. In der Predella ist eine gemalte Darstellung von Schmerzensmann und Schmerzensmutter, im Mittelschrein eine von Engeln begleitete und bekrönte geschnitzte Mondsichelmadonna zu finden. Auf den Flügeln sind Darstellungen des heiligen Nikolaus und eines Bischofs angeordnet. Auf den Rückseiten der inneren Flügel ist eine gemalte Verkündigung nach Albrecht Dürer zu sehen, auf den Standflügeln die Heiligen Georg und Christophorus. Über dem Gebälk mit der Stiftungsinschrift ist eine gemalte Darstellung des Schweißtuchs der Veronika angeordnet. Vom Maler der Bilder sind auch Flügelbilder in Mittelfrohna und im Münzeraltar in der Annaberger St.-Annen-Kirche erhalten.
Eine kostbare, aufwändig geschnitzte und gefasste Kanzel von 1684 zeigt am Kanzelkorb im Flachrelief Darstellungen von Christus und der Evangelisten zwischen gedrehten Säulen. Der Korb wird von zwei lebensgroßen gemalten Engeln hinterfangen, der Schalldeckel von Gottvater.
Ein sechseckiger, mehrfach gestufter Taufstein aus Sandstein stammt aus dem Jahr 1682.
Eine kleine spätgotische Kreuzigungsgruppe vom Beginn des 16. Jahrhunderts ist an der Nordseite angebracht. In der Ostwand findet sich ein reich profiliertes spätgotisches Sakramentshäuschen vom Beginn des 16. Jahrhunderts. Ein lebensgroßes barockes Kruzifix an der Chornordseite stammt aus dem 17. Jahrhundert.
Die Orgel war ein Werk der Firma Schmeisser aus dem Jahr 1920 und wurde 1997 durch einen Neubau von Georg Wünning mit 17 Registern auf zwei Manualen und Pedal ersetzt.
Mehrere Epitaphien aus Sandstein für die ehemaligen Rittergutsbesitzer sind erhalten. Dazu zählen zwei kleine Grabsteine mit Darstellungen von verstorbenen Kindern der Familie Hartitzsch († 1570 und 1576) sowie das Epitaph für Hans von Hartitzsch († 1581) und seine Tochter († 1584) mit einer Darstellung der unter dem Kreuz knienden Verstorbenen innerhalb einer Pfeilerarchitektur mit Gottvater im Giebelfeld. Schließlich sind zwei aufwändige, ornamental geschmückte barocke Grabsteine mit Inschriftkartuschen für Johann Gottlob Neubers († 1781) und seine Gattin Johanna Concordia Neubers († 1782) erhalten.

## Geläut
Das Geläut besteht aus drei Eisenhartgussglocken. Der Glockenstuhl besteht aus einer Stahlkonstruktion.
Im Folgenden eine Datenübersicht des Geläutes:
| Nr. | Gussdatum | Gießer                                 | Durchmesser | Masse   | Schlagton |
| --- | --------- | -------------------------------------- | ----------- | ------- | --------- |
| 1   | 1919      | Glockengießerei Schilling & Lattermann | 1470 mm     | 1200 kg | f′        |
| 2   | 1919      | Glockengießerei Schilling & Lattermann | 1223 mm     | 700 kg  | as′       |
| 3   | 1919      | Glockengießerei Schilling & Lattermann | 955 mm      | 350 kg  | c″        |